# Pałac w Rzesznikowie
Pałac w Rzesznikowie – zabytkowy pałac we wsi Rzesznikowo, w województwie zachodniopomorskim.
Parterowy pałac wybudowany w 1850 na wysokim fundamencie; kryty dachem czterospadowym z lukarnami. Od frontu, na środku dwupiętrowy ryzalit. Nad środkowym oknem jego pierwszego piętra kartusz z herbem von Borcke. W ryzalicie okna zwieńczone  półkoliście. Obok zabytkowy park z drugiej połowy XIX w.

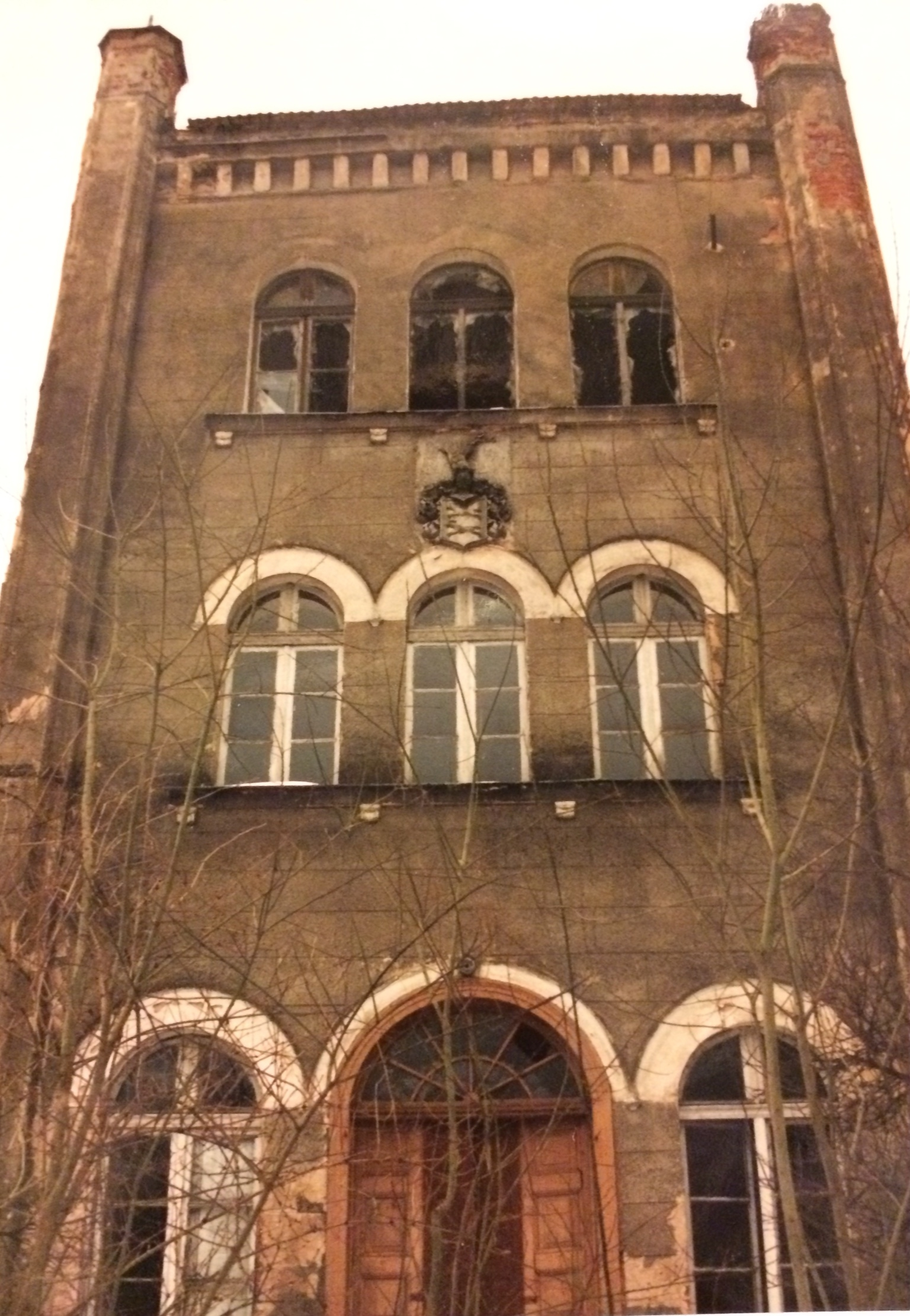
Ryzalit z herbem Borcke
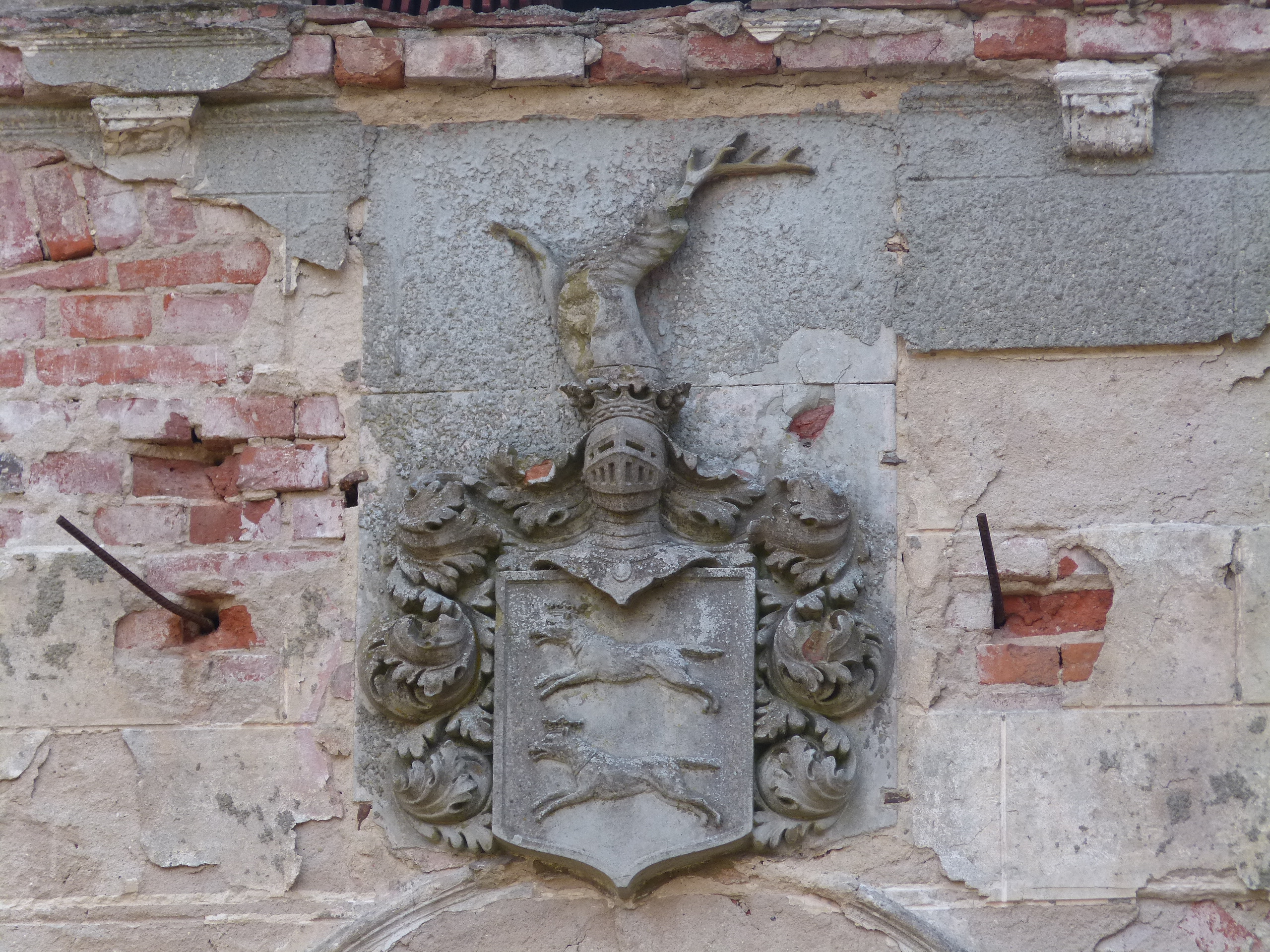
Kartusz z herbem Borcke na pałacu
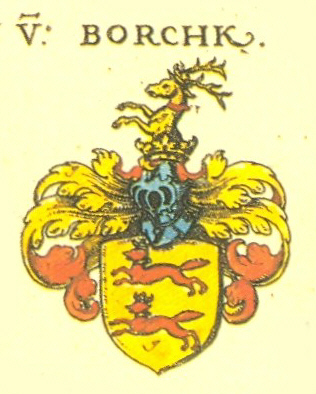
Herb von Borcke